# 諸富徹
諸富 徹（もろとみ とおる、1968年11月26日 - ）は、日本の経済学者。博士（経済学）（京都大学・1998年）。専門は、財政学・環境経済。京都大学大学院経済学研究科 教授。大阪府生まれ。

## 略歴
- 1993年：同志社大学経済学部卒業、1991年4月から1992年3月までマインツ大学へ留学
- 1998年：京都大学大学院経済学研究科経済政策専攻博士課程修了。経済学博士『環境税の理論と実際』
- 1998年：横浜国立大学経済学部助教授
- 2002年：京都大学大学院経済学研究科助教授
- 2007年：同准教授
- 2010年: 同教授

学外における役職
- 内閣府経済社会総合研究所客員主任研究官 - 2003年7月から2004年7月まで
- ミシガン大学客員研究員 - 2004年8月から2005年8月まで
- 財団法人自然エネルギー財団理事

## 恩師
恩師に篠原総一、宮本憲一、植田和弘がいる。

## 著書

### 単著
- 『環境税の理論と実際』（有斐閣、2000年）
- 『環境』（岩波書店<思考のフロンティア>、2003年）
- 『ヒューマニティーズ　経済学』（岩波書店、2009年）
- 『地域再生の新戦略』(中公叢書、2010年)
- 『私たちはなぜ税金をおさめるのか――租税の経済思想史』（新潮選書、2013年）
- 『財政と現代の経済社会（放送大学教材）』（放送大学教育振興会、2015年）
- 『「エネルギー自治」で地域再生！――飯田モデルに学ぶ』（岩波ブックレット、2015年）
- 『人口減少時代の都市　成熟型のまちづくりへ』（中公新書、2018年）
- 『グローバル・タックス - 国境を超える課税権力』（岩波新書、2021年）
- 『税と社会保障 : 少子化対策の財源はどうあるべきか』（平凡社新書、2024年）

### 共著
- （門野圭司）『地方財政システム論』（有斐閣、2007年）
- （浅野耕太、森晶寿）『環境経済学講義――持続可能な発展をめざして』（有斐閣、2008年）
- （浅岡美恵）『低炭素経済への道』（岩波新書、2010年）

### 編著
- 『環境政策のポリシー・ミックス』（ミネルヴァ書房、2009年）
- 『グローバル時代の税制改革――公平性と財源確保の相克』（ミネルヴァ書房、2009年）
- 『電力システム改革と再生可能エネルギー』（日本評論社、2015年）
- 『再生可能エネルギーと地域再生』（日本評論社、2015年）

### 共編著
- （鮎川ゆりか）『脱炭素社会と排出量取引――国内排出量取引を中心としたポリシー・ミックス提案』（日本評論社、2007年）
- （山岸尚之）『脱炭素社会とポリシーミックス――排出量取引制度とそれを補完する政策手段の提案』（日本評論社、2010年）
- （沼尾波子）『水と森の財政学』（日本経済評論社、2012年）
- （宮本憲一、鶴田廣巳）『現代租税の理論と思想』（有斐閣、2014年）
- （若手再エネ実践者研究会）『エネルギーの世界を変える。22人の仕事――事業・政策・研究の先駆者たち』（学芸出版社、2015年）
- （大澤真幸、佐藤卓己、杉田敦、中島秀人）『岩波講座 現代』（全9巻）（岩波書店、2015年）
- （植田和弘）『テキストブック 現代財政学』（有斐閣ブックス、2016年）